# Ухьярик, Йенё
Йенё Ухьярик (венг. Uhlyárik Jenő; 15 октября 1893 — 23 апреля 1974) — венгерский фехтовальщик, призёр Олимпийских игр.
Йенё Ухьярик родился в 1893 году в Лёче (современный Левоча в Словакии). В 1924 году на Олимпийских играх в Париже он завоевал серебряную медаль. В 1925 году Йенё Ухьярик стал серебряным призёром европейского первенства (впоследствии задним числом признанного чемпионатом мира). В 1930 году завершил спортивную карьеру
Впоследствии Йенё Ухьярик пошёл в армию, в годы Второй мировой войны служил в артиллерии, завершил войну в звании полковника.